# جان بورك
جان بورك (بالإنجليزية: Jan Burke)‏‏ (1 أغسطس 1953 في هيوستن - ) كاتِبة، وروائية من الولايات المتحدة.

## الجوائز
- جائزة إدغار